# Zbigniew Darżynkiewicz
Zbigniew (Zbyszek) Darżynkiewicz (ur. 12 maja 1936 w Dzisnej, zm. 28 lutego 2021) – polsko-amerykański cytolog, cytochemik i histochemik. Prowadził badania nad mechanizmami powstawania i rozwoju nowotworów złośliwych, opracowywał nowe metody badawcze w cytometrii przepływowej. 
Studiował na Wydziale Lekarskim Akademii Medycznej w Warszawie, uzyskując dyplom lekarza w 1960 r. W roku 1962 rozpoczął pracę w Zakładzie Histologii AM w Warszawie, gdzie w 1966 otrzymał stopień doktora n. med. na podstawie pracy Badanie teratogennego mechanizmu działania insuliny u zarodków kury. Od 1969 pracę naukową kontynuował w USA. Był wykładowcą w Department of Pathology, Medicine, and Microbiology and Immunology w New York Medical College, członkiem Touro College and University System oraz dyrektorem Brander Cancer Research Institute. 
W latach 1985–1990 był pracownikiem  Memorial Sloan Kettering Cancer Center i profesorem Weill Cornell Medical College. Był członkiem zagranicznym Polskiej Akademii Nauk, Polskiej Akademii Umiejętności, a także Amerykańskiego Instytutu Inżynierii Medycznej i Biologicznej. Wcześniej (w latach 1993–1994) pełnił funkcję prezesa w International Society for Advancement of Cytometry. Był członkiem założycielem Fundacji Kościuszkowskiej – amerykańsko-polskiej instytucji kulturalno-oświatowej. W latach 1986–1999 był członkiem rady doradczej Fundacji Alfreda Jurzykowskiego, która co roku przyznaje Nagrodę im. Jurzykowskiego. 
W 2014 uzyskał tytuł doktora honoris causa Warszawskiego Uniwersytetu Medycznego. Był też laureatem Nagrody Marii Skłodowskiej-Curie przyznawanej przez Instytut Józefa Piłsudskiego w Ameryce oraz nagrody im. Kazimierza Funka Polskiego Instytutu Naukowego w Ameryce. 